# BRLESC
Il BRLESC I (Ballistic Research Laboratories Electronic Scientific Computer) era un computer elettronico di prima generazione costruito dal United States Army Ballistics Research Laboratory (BRL) del Aberdeen Proving Ground con la collaborazione del National Institute of Standards and Technology (NIST). Il sistema era progettato per essere il sostituto dei sistemi EDVAC e ORDVAC a loro volta sostituti dell'ENIAC, il sistema entrò in servizio nel 1962.
BRLESC venne sviluppato per applicazioni scientifiche e militari, quindi era dotato di un'elevata precisione e velocità in modo da poter risolvere problemi balistici, logistici e problemi legati alla gestione degli armamenti. Era formato da 1727 valvole termoioniche ed era dotato di una memoria di 4096 parole da 72 bit. BRLESC utilizzava nastri perforati, nastri magnetici e memorie magnetiche come periferiche di input/output.
Il sistema era in grado di eseguire cinque milioni di operazioni al secondo. Con i numeri in virgola mobile eseguiva un'addizione in un tempo compreso tra i cinque e i dieci microsecondi mentre per eseguire un'addizione tra interi impiegava cinque microsecondi. Una moltiplicazione con numeri interi o in virgola mobile richiedeva 25 microsecondi mentre una divisione tra interi o tra numeri in virgola mobile richiedeva 65 microsecondi. Tutti i tempi comprendevano il tempo di accesso alla memoria che era calcolabile in quattro/cinque microsecondi.